# Limpopo (parc național)
Great Limpopo Transfrontier Park este un parc național care se întinde pe o suprafață de  10.000 km², fiind situat pe cursul lui Limpopo în Mozambic și Africa de Sud. Parcul se învecinează cu Parcul Național Kruger, cu care probabil în viitorul apropiat se va uni ca și cu regiunile protejate Manjinji Pan Sanctuary și Malipati Safari Area, însumând o suprafață de  100.000 km² 